# Lophuromys machangui
Lophuromys machangui és un rosegador del gènere Lophuromys que viu a Tanzània, Malawi i Moçambic. Se'l pot distingir d'altres espècies del grup Lophuromys flavopunctatus per una sèrie de característiques cranials. Pesa 38-84 g i té una llargada corporal de 105-137 mm, sense comptar la cua, que mesura 24-81 mm. Les potes posteriors fan 17,6-22,7 mm i les orelles 13,4-19,1 mm.
Aquest tàxon fou anomenat en honor del veterinari i catedràtic tanzà Robert S. Machang'u.